# Fúvócső

## A fúvócső története
A fúvócső (vagy ahogy még sokan nevezik: köpőcső) egy egyszerű fegyver, ami egy vékony csőből áll, könnyű lövedék, vagy nyíl kilövésére.

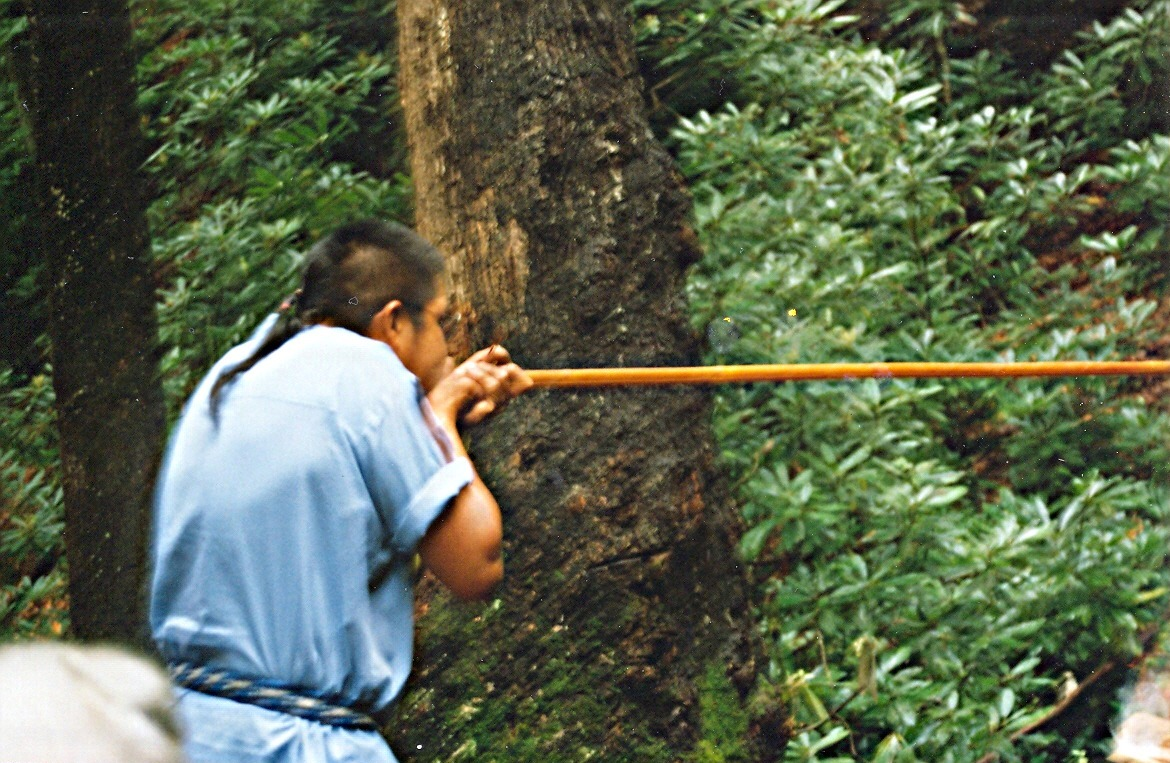
Keleti csiroki indián férfi mutatja be a fúvócső használatát Oconaluftee Indian Village faluban, Cherokee

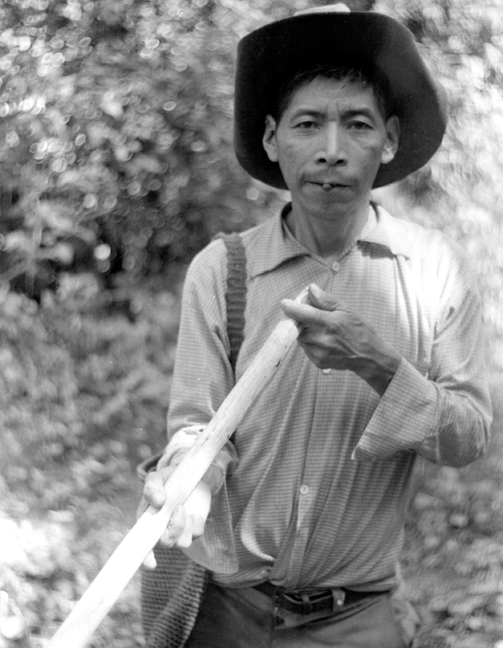
Jakaltek Maya indián agyagsörétet tart az ajkaival, ahogy készül a fúvócsövébe helyezni azt, valahol Guatemalában.

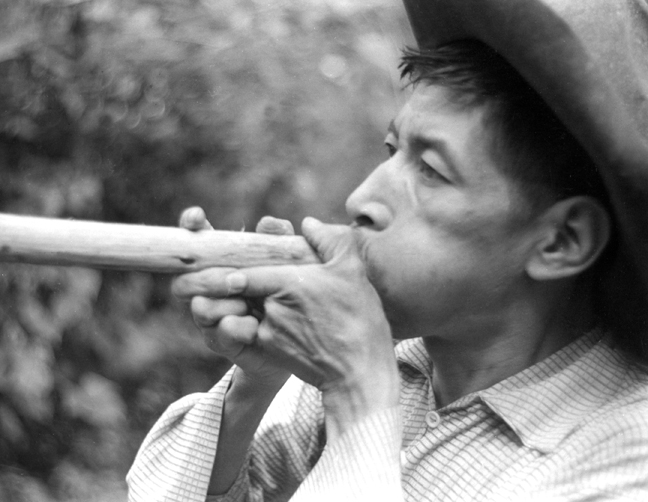
A Jakaltek maja vadász céloz áldozata szemére, majd egy agyagsörétet fúj felé.

A fegyvert úgy használják, hogy behelyezik a lövedéket a csőbe (fúvócsőbe) és a kilégzés erejével adnak lendületet a lövedéknek. A meghajtó erő nagyban függ a használó fizikumától és vitálkapacitásától, használó légzőizmainak ereje szabja meg.
Sok kultúra használja ezt a fegyvert, de ezek közül leginkább néhány délkelet-ázsiai, pár, a Dél-Amerikai kontinens amazonas menti, és guyanai régiójából származó, és Közép-Amerika guatemalai térségében élő nép a legismertebb. A lövedékek lehetnek magvak, agyag [sörét], vagy agyaggolyócskák és nyilak. Egyes kultúrákban a nyilak hegyét kuraréba, vagy más méregbe mártják, hogy megbénítsák az áldozatot. A fúvócsöveket ezekben a törzsekben nagyon ritkán használják ember ellen, leginkább olyan apróvadak elejtésére, mint majmok. Az észak-amerikai cseroki indiánokról ismert volt, hogy folyami nádból [közönséges nád] fúvócsöveket készítettek, hogy étrendjüket nyúlhússal és más apróvaddal gazdagítsák.
Fúvócsöveket ábrázolnak már prekolumbián agyagedényeken is és számos közép-amerikai mítoszban. A maják régen és ma is fúvócsövet használnak madarak és apró állatok vadászatára, gömbölyű magvakkal és agyagsörétekkel. Az agyaggolyókat egy kicsit nagyobbra készítették -számolva a száradás utáni térfogatcsökkenéssel, utólagos megmunkálással- és egy válltáskában tárolták. A száraz agyagsörét külsejét csak a használat előtt vágták és csiszolták le.
Ma fúvócsöveket használnak kábítólövedékekkel vadállatok befogásához, vagy veszélyes fogvatartott állatok elkábításához. Herpetológusok fúvócsövet használnak nehezen elfogható gyíkok befogásakor. Szabadidős tevékenységként is használják őket, nyíllal és paintball golyókkal.

## A fúvócső mint sport

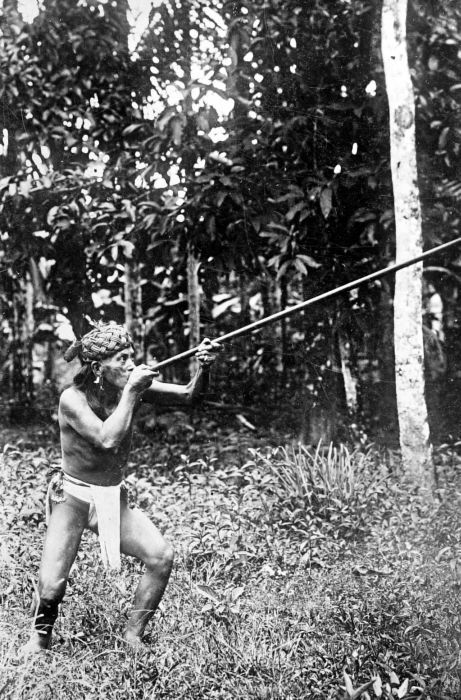
Indonéziai férfi fúvócsővel, 1920 körül.

Fukiya címszó alatt megtalálhatóak az IFA, International Fukiyado Association, Nemzetközi Fukiya Szövetség által előírt szabályok. Többféle szabályzat szerint versenyeznek világszerte. A fukiya-n alapuló versenyek standardizálását a [International Fukiyado Association] karolta fel, remélve, hogy egyszer Olimpiai szám lesz. Ez 10 méterre elhelyezett céllövészet, megszabott csőátmérővel és hosszal, standard nyílhosszal és súllyal, az IFA előírásai szerint.
Két másik stílus is tör az Olimpiai számként való elismerésre, mind a kettő az Éves Cherokee Fúvócső Versenyen (The Cherokee Annual Gathering Blowgun Competition) alapszik. A Terep Stílusú verseny a biatlonhoz hasonlít, a versenyzőnek egy rajtvonaltól egy célzó vonalig kell futnia, lőnie, visszaszerezni a nyilakat, majd folytatni a következő pontig. A verseny hossza 400 és 800 méter között változik, 9-től 16 célpontig, különböző célmagasságokkal, és céltávolságokkal.
Az utolsó verseny a Hosszútávú céllövészet. A cél itt egy 24 cm átmérőjű kör, és a célzó vonaltól 20 méterre. Minden lövő három nyílat lő ki, és legalább az egyiknek bele kell állnia a célba. Minden sikeres lövész továbbjut a következő fordulóba, minden egyes alkalommal két méterrel hátrébb.
A sportcélú fúvócső versenyeket az IFA támogatja, aminek alárendelt tagjai működnek az USA-ban, Franciaországban, Németországban és a Fülöp-szigeteken.

## Anyagok

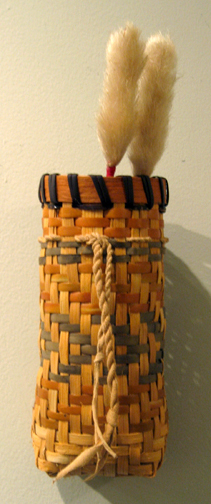
Folyami nád tegez fúvócső dárdákkal, tollazásukhoz bogáncsszöröket használtak, Shawna Cain cseroki etnobotanikus és művész munkája

Ma már modern anyagokból készült fúvócsöveket is találunk, mint az alumínium, vagy a karbonszálas műanyag.
A nyilak általában keményfából készültek, hogy ne törjenek könnyen, de bambusztüskéket is alkalmaztak. A nyíl tolla változatos anyagokból készülhetett, pihékből, tollak hegyéből, állati szőrből.

## Részletes ismertető
Mint primitív fegyver, semmiféle megkötés nem létezik a fúvócsövek hosszát, vagy átmérőjét illetően. Mégis, beszélhetünk bizonyos mérettartományokról:

### Fukiya
Japánban, átmérője 13 mm (.51 cal). A versenycső hossza 120,0 cm, de gyakorlásra létezik 50 cm-es cső is. Nincs szájrész, a használók az ajkaik közé szorítják a csövet. A nemzetközi változatok kissé rugalmasabbak, a csőnek 121,92 cm (4 láb) hossz, és 0,50 hüvelykes átmérő alattinak kell lennie. A nyíl egy 20 cm hosszú papírtölcsérből állnak, tömegük 0,8 g.

### Cherokee
Folyami nádból készül, 6-tól 9 láb hosszú. A nyíl 6-22 hüvelyk hosszú, akácfából készül, tollazásként bogáncspihéket használnak, ami biztosítja a légzárat.

### Jakaltek
A jakaltek fa fúvócső általában 130 cm hosszú, a végétől 30 cm-nyire egy célzó van elhelyezve. A leggyakoribb lövedék az agyagsörét, és gyakran agyagot használnak a csövön is az irányzék alatt, ha a cső nagyon vékony, a nagyobb stabilitás és jobb célzás végett.

### Modern fúvócsövek (USA, Európa)
Általában 10 mm-es átmérőjűek (.40 hüvelyk), különböző hosszúak. Harang alakú szájrész. A versenyeken a hosszt 121,92 cm (4 láb) alá korlátozzák.

### Paintball fúvócsövek
Úgy készülnek, hogy átmérőjük megegyezzen a paintball golyó méretével (.68 hüvelyk)

## Jogi megítélés

### Guatemala
Guatemalában az 1930-as években erőfeszítéseket tettek, hogy megvédjék a kistestű állatokat, így egy törvény betiltotta a fúvócső használatát. Nehéz volt ennek érvényt szerezni a vidéki területeken, de ez volt a fő indoka a fúvócső betiltásának Guatemalaban.

### Egyesült Királyság
Az Egyesült Királyság területén a fúvócső támadófegyverként van nyilvántartva az 1988-as Büntető Törvénykönyv szerint, és mint ilyent tilos gyártani, eladni, bérelni, vagy eladásra, bérlésre felkínálni, kölcsönözni, adás-vételre kínálni, viselni, vagy adás-vétel céljából birtokolni, kölcsönadni, vagy odaadni más személynek. Az antik fúvócsövek viszont kivételt képeznek.
Kanadában a fúvócső tiltott fegyvernek minősül, és úgy határozták meg, hogy bármely eszköz, ”ami csőszerű, és azzal a céllal tervezték, hogy nyilakat, vagy dárdákat lőjön ki kilégzéssel”. Minden behozott fúvócsövet hatástalanítani kell, vagy lukat fúrni rajta, vagy eltömítve. Másrészről viszont, mint sok más tiltott fegyverrel is, lőhetünk a törvény által előírt módon működtetett lőtereken, és legális csatornákon szállítható.

### USA
Az USA-ban Kalifornia államban a fúvócső illegális. Szintén illegális Massachusettsben, Columbiában, és New Yorkban, de máshol szabadon tarthatóak 18-adik életévüket betöltött személyeknek.

### Magyarország
Hazánkban a fúvócsővel való vadászat tilos, maga az eszköz közbiztonságra különösen veszélyes eszköznek minősül, viselése tilos, de otthon szabadon tartható, árusítása, készítése nincs szankcionálva, vadászboltokban, íjászboltokban kapható.